# Trossteenbreek
De trossteenbreek (Saxifraga paniculata) is een plant uit de steenbreekfamilie (Saxifragaceae). De rotsplant komt in de gebergten van Europa voor tot een hoogte van 2700 m.
De plant verlangt kalkhoudende grond en is zodevormend. Het blad is blauwgroen, langwerpig en fijngerand. De bloem is wit of crèmekleurig, soms ook roze of purperroze gestippeld. De bloemen hebben een doorsnede van 8-11 mm. De talrijke bloempjes bloeien aan vertakte stengels van mei tot juli. Ze worden 15-25 cm hoog.

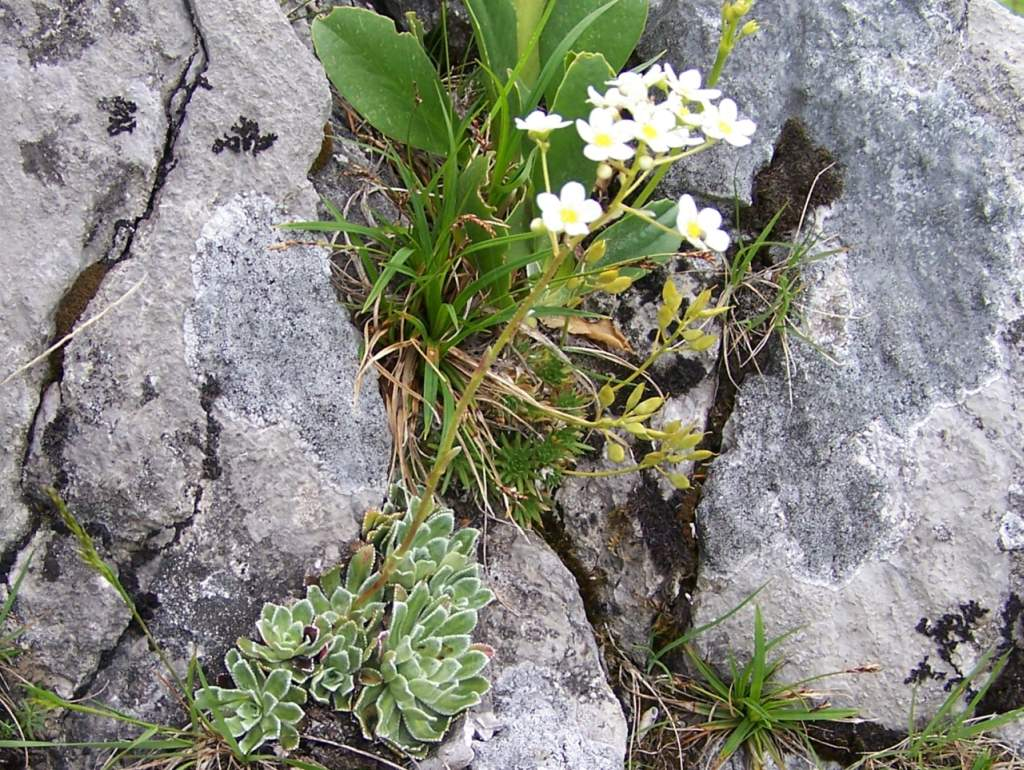

... · 
S. aizoides (Gele bergsteenbreek) · 
S. bryoides · 
S. cernua (Knikkende steenbreek) · 
S. facchinii · 
S. granulata (Knolsteenbreek) · 
S. hypnoides (Mossteenbreek) · 
S. nathorstii · 
S. oppositifolia (Zuiltjessteenbreek) · 
S. paniculata (Trossteenbreek) · S. tridactylites (Kandelaartje) · 
S. rosacea (Roosjessteenbreek) · 
S. rosacea subsp. sponhemica (Rijnse steenbreek) · 
S. rotundifolia (Rondesteenbreek) · 
S. umbrosa (Schildersverdriet)
...